# تاريخ البرتغال (1415–1542)

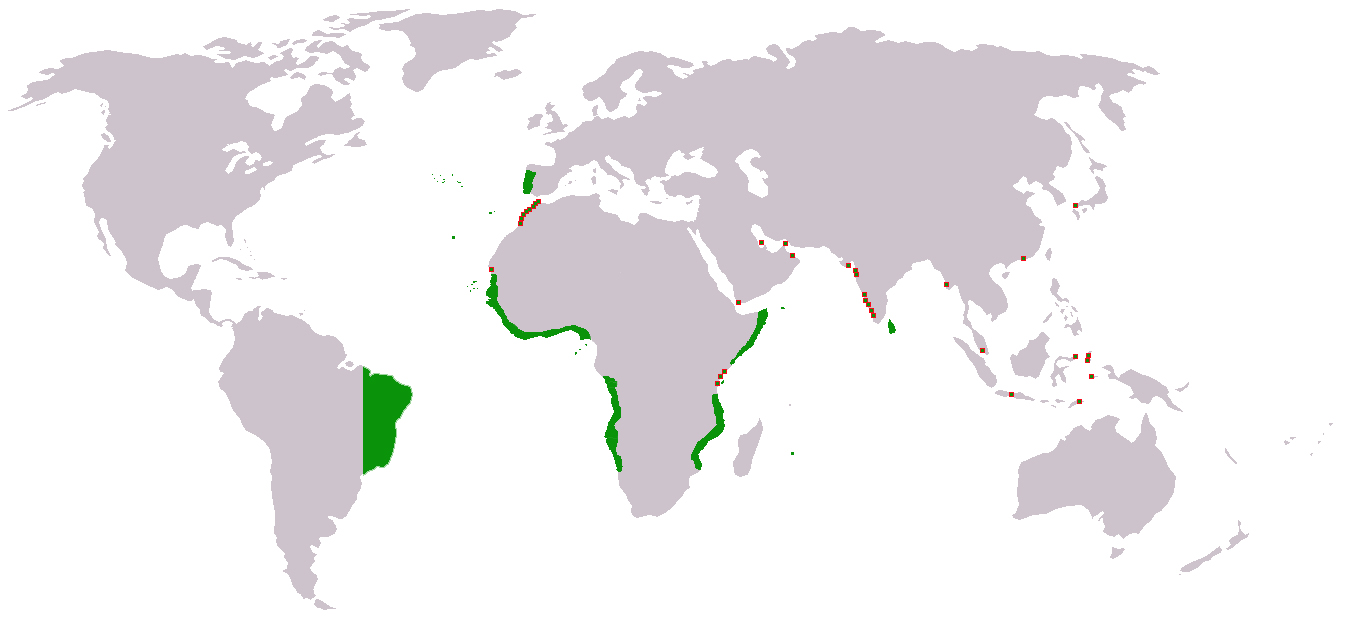
الإمبراطورية البرتغالية في عهد جون الثالث من البرتغال ما بين 1502 - 1557 م

الحملات البرتغالية على آسيا إذا كان البرتغاليون أول دولة بحرية قامت بحركة الكشوف الجغرافية، فإنهم أيضاً كانوا أول الدول الأوربية وصولاً إلى آسيا، وعلى الرغم من أن محاولات الوصول إلى آسيا قد بدأت في العقد الأول من القرن الخامس عشر، بدأها هنري الملاح (1394-1460) إلا أنها لم تتم إلا في أواخر القرن الخامس عشر، عندما تمكن فاسكو دا غاما البرتغالي من مواصلة السير شرق رأس الرجاء الصالح حتى وصل إلى الهند في مايو 1498. وبذلك وضع حجر الأساس للاٍستعمار البرتغالى في آسيا، والذي سبق باقي الدول الأوربية بأكثر من مائة عام.
وكان متوقعاً أن يصطدم دي دا غاما بالأنظمة السياسية المحلية على ساحل الهند الغربي «الملبار»، خصوصاً بعد أن وصلت إلى أسماع أقوى هذه الأنظمة «السامريين» قبل وصول سفنه إلى الشواطئ الهندية، عن طريق التجار العرب، أخباراً عن ما يسببه وصول البرتغاليين من تحد لسلطانهم. ومع هذا وصل دا غاما إلى قاليقوط، وطلب من حاكمها الأذن له بالتجارة، وأجيب إلى طلبه.
وبعد أن قايض دا غاما سِلعه بالافاويه قفل عائداً إلى بلاده ليزف إلى سيده مانويل الأول نبأ نجاحه في مهمته، والذي أدرك «أي سيدة» هو ومستشاره أنهم قد التقوا أيضاً في المحيط الهندي وجهاً لوجه مع أعدائهم الألداء العرب المسلمين – بعد أن ابلغه دي غاما دهشته لوجود العرب بقاليقوط وللسلطان الكبير الذي كانوا يحظون به لدى بلاطها – وأنهم أن لم يبذلوا جهداً هائلاً ومتواصلاً، فلن تعود عليهم منافع استكشافاتهم لهذا الطريق بأية جدوى.

## محاولة البرتغاليين القضاء على نفوذ العرب في قاليقوط

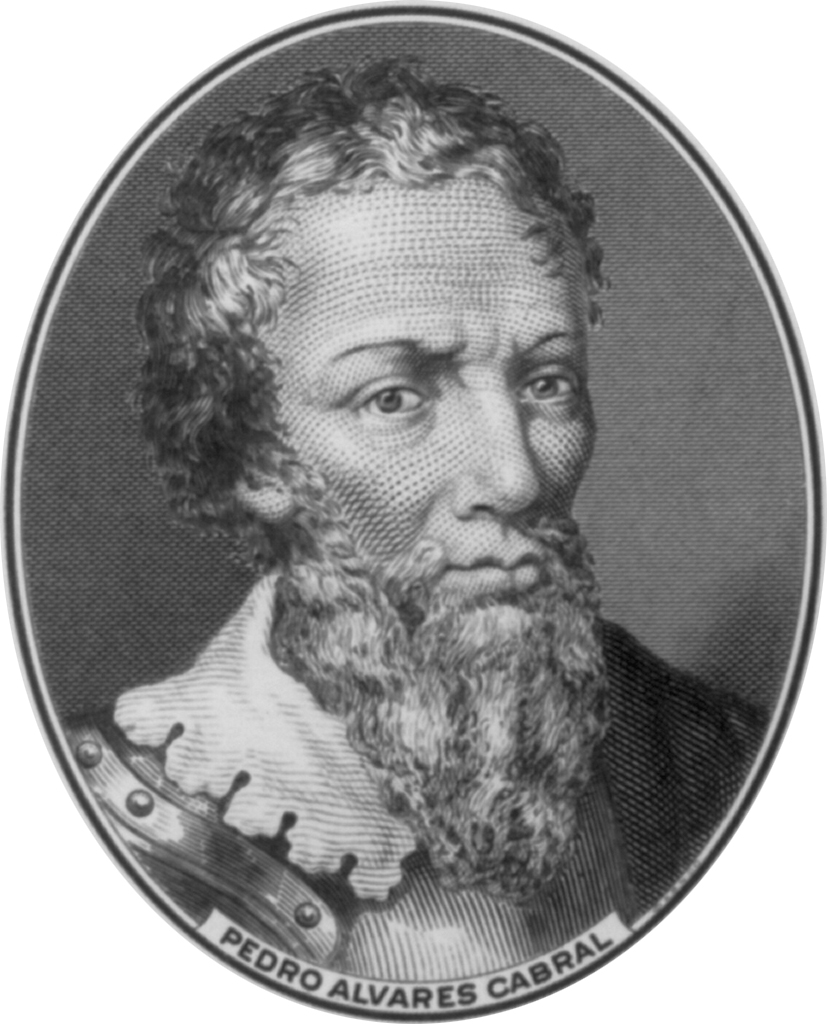
بيدرو ألفاريز كابرال

ولذلك بات ضرورياً حتى يستفيد البرتغاليون من تجارة التوابل، أن يقضوا على الوجود العربي الإسلامي في هذه البحار. ولذلك تم إرسال تجريدة بحرية قوية، تحت إمرة بيدرو ألفاريز كابرال إلى قاليقوط، والذي كلف بمطالبة سامريون كاليكوت تحت تهديد الحرب، بالسماح للبرتغاليين بإنشاء مركز تجاري، والسماح لخمسة من الآباء الفرنسيسكان بممارسة النشاط التبشيرى. وعلى الرغم من وصول القليل من التجريدة – حيث وصل ست سفن من مجموعها البالغ ثلاثاً وثلاثين – إلا أن قوته أرهبت سامريو كاليكوت، وسمحوا له بإقامة مركز تجاري بعد أن استقبلوه أحسن استقبال.
وبينما كانت سفن كبرال تستعد للشحن بالبضائع الآسيوية، بدرت بعض عمليات الغطرسة والجرأة في أعمال أحد معاونى كبرال – كوريا – كان من شأنها إشعال ثورة شعبية، قام إبانها العرب بمهاجمة المركز التجاري البرتغالي في قاليقوط، وتخريب مستودعاته، واغتيال وكلاء كبرال التجاريين حتى كوريا نفسه، وعندئذ انسحب كبرال بسفنه وقصف المدينة بمدافعه، وفر بمن معه دون أن تلحق به عمليات المطاردة التي قام بها سامريو كاليكوت.
ولا يعنى فشل كبرال أن البرتغاليين قد تخلوا عن أمانيهم بالمحيط الهندي، بل زادهم ذلك إصراراً على مواصلة الجهد لتنفيذ السيادة البرتغالية على البحار الهندية بالقوة.

## حملة فاسكو دا غاما

الطريق الذي سلكه فاسكو دا غاما خلال رحلته الأولى (1497 - 1499)

مباشرة بعد عودة كبرال عمل مانويل الأول على تجهيز حملة أقوى من السالفة، قادها في هذه المرة فاسكو دا غاما. وهو رجل على دراية بالمياه الهندية، وقد سبق له الاحتكاك بالعاملين عليها، وكانت مهمة دا غاما تقوم على الاقتصاص من العرب والقضاء على سلطة السامريون، وإرغامهم على قبول السيادة البرتغالية في البحار الهندية.
خرج دا غاما في فبراير 1502 على رأس أسطول مكون من خمس عشرة سفينة، وتبعه بعد خمس شهور من إقلاعه أسطول آخر من خمس سفن لتعزيز قوات دا غاما التي كان محتملاً أن تقاوم.
وقد تميز أسلوب دا غاما في هذه المرة، وهو في طريقه إلى الهند باستخدام العنف تجاه السفن التي كانت تقابله، حيث كان إما يدمرها وإما يصادر ما بها من بضائع. وقد طارت أخبار القرصنة هذه إلى السامريون، الذين كانوا قد أدخلوا كثير من التحسينات على أسطولهم بعد لقاء كبرال. وسرعان ما تم اللقاء بين أسطول دا غاما والسامريون تجاه ساحل كوتشين، وبعد معركة حامية الوطيس آثر دا غاما إنهائها والإفلات بسفنه إلى أوروبا.
ولم يكد يغادر دا غاما المحيط الهندي، حتى وصل إلى مياه قاليقوط أسطول برتغالي آخر بقيادة لوبو سوارس والتحم ببعض أسراب السامريون المنهكة، وأخذ يعمل فيها التدمير، واتخذ من كوتشين مركزاً له.

## ما بعد حملة دا غاما

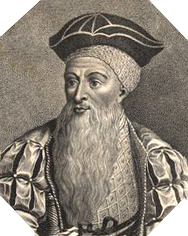
ألفونسو دي ألبوكيرك

وهكذا أخذ البرتغاليون يكثفون من حملاتهم البحرية المدججة بالسلاح على السواحل الهندية وخصوصاً الساحل الغربي الذي كانت تسيطر عليه إحدى القوى المحلية المناوئة للوجود الغربي، والذي تجد في وجوده تدمير لمصالحها الاقتصادية في المنطقة.
ولذلك أدركت هذه القوى «السامريون» أن فرص الصمود أمام هذا التكثيف البرتغالي لحملاته عليها، أضحت ضئيلة لعدم تكافؤ فرص التسليح، ولذا طلبوا مساعدة القوى الإسلامية التي كانت تربطها بها مصالح اقتصادية وقد لبى طلب المساعدة سلطان مصر المملوكى، وأرسل أسطولاً بقيادة ميرحسين اتخذ من ديو قاعدة له، بعد أن اتصل بالبحرية السامرية هناك.
وفي ديو دارت معركة بين البحرية المصرية – السامرية والبحرية البرتغالية، وقد لقى الأسطول المصري فيها شر هزيمة في فبراير 1509 على يد القوات البرتغالية التي كان يقودها فرنشيسكو دالميدا، وفي هذه الموقعة ساعدت الخيانة الأسطول البرتغالي على إحراز نصر متفوق على البحرية المشتركة، حيث انضم حاكم ديو المسلم – الأوربي الأصل – سراً إلى البرتغاليين، وبذلك حرم الأسطول المصري من التعزيزات التي كان ينتظرها من ذلك الحاكم.
وبانسحاب الأسطول المصري من المياه الهندية في 1509 ثبت الاٍدعاء البرتغالي بالسيادة الملاحية على البحار الشرقية، وظلت سيطرتهم على التجارة الهندية بعد ذلك مدة تزيد على القرن ونصف من الزمان – على الرغم من استمرار التحديات السامرية الموجهة ضدهم حتى سنة 1599 – بفضل الإمبراطورية البحرية التي كان ألفونسو دي ألبوكيرك الفضل الأكبر في تأسيسها.
شغل دالبوكيرك في أواخر سنة 1509 منصب نائب الملك البرتغالي في الهند خلفاً لدالميدا. وظل يشغل هذا المنصب حتى وفاته في ديسمبر 1515، وعند تعيينه كان الوجود البرتغالي في الهند يقوم فقط على قلعة كوتشين، حيث كانت المستعمرة البرتغالية الوحيدة، والتي وجد دالبوكيرك أنها غير كافية وغير صالحة لفرض النفوذ البرتغالي هناك، ومن ثم عمل على تأسيس قاعدة منيعة لتحقيق الأهداف البرتغالية، وقد وقع نظره في البداية على قاليقوط (مركز تجارة التوابل) غير أن قواته دمرت أمام السامريين.
وعلى إثر هذه الهزيمة لم تحاول أي دولة أوربية بعد ذلك ولمدة مائتين وثلاثين عاماً القيام بأي فتح عسكري أو محاولة اٍخضاع أي حاكم هندي لسلطانها. وان كانوا قد استولوا على جوا في سنة 1510 وحولوها إلى قاعدة منيعة لتكون عاصمة ومركز للإمبراطورية البرتغالية في الشرق، كان ذلك بمساعدة رئيس المنطقة الهندوسي الذي انحاز إلى البرتغاليين، حتى يقلل من قوة سلاطين آل عادل شاه بتلك المنطقة. كما أدى أسلوب دالبوكيرك المتسم بالشدة مع المسلمين في جوا، إلى إحداث نوع من التقارب بين البرتغاليين وملوك فيجايا ناجار الهندوس الذين كانوا يكرهون المسلمين.

## سياسة السيطرة على المضائق
فضل دالبوكيرك السيطرة على المضايق التي تتحكم في طرق نقل السلع الآسيوية. ولما كان مضيق ملقا يعد أهمها لتحكمه في عمليات نقل الافاوية بالذات، لأن ملقا كانت المستودع الرئيسي لتجارة الأرخبيل وتأتيها السفن بانتظام من كل صوب وحدب – من الصين إلى اليابان شرقاً، والهند وفارس وبلاد العرب ومصر غرباً – هذا فضلاً عن كون هذا المضيق همزة الوصل بين الصين، ومناطق جنوب آسيا وجنوبها الشرقي، فلكل هذا قرر دالبوكيرك التوجه إلى ملقا بأسطوله في سنة 1511.
وبعد قتال عنيف بين الملقاويين والبرتغاليين سقطت المدينة، بعد أن انسحب حاكم الملايو وجيشه. وبسيطرة البرتغاليون على ملقا ثم مضيق هرمز، وباب المندب، أصبحوا يتحكمون في البوابات البحرية المؤدية إلى المحيط الهندي.

## السيطرة على جزر الهند الشرقية
وبعد ذلك بدأت البرتغال محاولات كشف جزر الهند الشرقية وتحويلها إلى مناطق تابعة لها. وقد وفرت الظروف هناك عليهم الكثير. حيث تمكنوا بسهولة انتزاع جاوا، للصراع المرير هناك بين الحكام المسلمين والممالك الهندوسية القديمة. وبذلك أسس البرتغاليون سيادتهم البحرية على بحار جاوا، وأخذوا بعد ذلك يعملون في تأليب الحكام بعضهم على بعض في حروب دينية سادت جزيرة جاوة آنذاك. وعلى الرغم من بروز هذه التناقضات داخل جزيرة جاوا، فإن البرتغاليين عجزوا عن إحراز أي تقدم حتى وصلت سفينة ماجلان في 1521. ومن ثم سارعوا إلى تثبيت مركزهم السياسي بعقد المعاهدات مع الحكام المحليين.

## المحاولة الإسلامية لإيقاف النفوذ البرتغالي
وفي الوقت الذي كان يتوطد فيه صرح البرتغاليين بالمياه الآسيوية، قامت محاولة إسلامية لهدم هذا الصرح، قام بها السلطان العثماني (السلطان سليمان) بالاتفاق مع بعض الحكام الهنود – حاكم قاليقوط، وملك كامباى (المسلم) الذين تضررت مصالحهم بسبب الوجود البرتغالي. وإذا كان الأسطول المصري قد تحرك نحو المحيط الهندي في 1538 بأمر من سليمان باشا الخادم (الوالي العثماني بمصر) إلا أنه لم يلتق بالمياه الآسيوية مع القوات السامرية الحليفة، ولهذا انفرد البرتغاليون بالأسطول السامري ودمروه عن أخره في حين أن الأسطول المصري عاد أدراجه إلى مصر. ومن ثم أصبحت للبحرية البرتغالية الكلمة العليا بالمياه الهندية دون منازع.
وهكذا استطاعت البرتغال تكوين إمبراطورية في منطقة الشرق، تقوم أساساً على بعض جزر الهند الشرقية وشبه القارة الهندية. وقد ساعد البرتغال في السيطرة على هذه المناطق ومن أتى بعدهم من الأوربيين (الهولنديون ثم الإنجليز) وجود كثير من التناقضات السياسية الدينية والأثنية بين شعوب المنطقة.
حيث كانت منطقة الملايو تدين بنوع من التبعية لإمبراطورية بكين في عهد أسرة المنج، والتي استمرت زهاء قرن من الزمان، حتى وصلت السفن البرتغالية إلى شواطئها، وعلى الرغم من تعرض هذه العلاقة للضعف الشديد باضمحلال أسرة المنج، إلا أن التسلط ظل أمراً واقعاً، وبالتالي كانت هذه المناطق عرضة للنهب السريع.

## نشوء الدولة الإسلامية وامبراطورية الفيجاياناجار
إلى جانب ذلك ساد منطقة الأرخبيل صراع عقائدي بين المسلمين والهندوس، بعد أن انتقل الإسلام من الجواجرات إلى الملايو وما تلاها. وأخذ ينتشر بسرعة منذ منتصف القرن الخامس عشر، على يد التجار بتلك المناطق التي كانت تحتفظ بقوة عقيدتها الهندوسية، وقد أدى الصراع بين المسلمين والهندوس إلى إنهاكهما معاً، وتسليمهما لقمة سائغة للطامعين الأوربيين.
أما شبه القارة الهندية، فكانت تقتسمها دويلات بلغ بعضها درجة من القوة (بعضها مسلم وبعضها هندوسي)، حيث كانت هناك قوة إسلامية ضخمة، أسست دولة ذات سيادة نشرت الأمن الداخلي في البلاد. هذا في الوقت الذي قامت فيه إلى الجنوب منها إمبراطورية هندوسية (إمبراطورية الفيجاياناجار) نظمت المناطق الواقعة إلى الجنوب من تنجابهدرا حتى تستطيع التصدى للغزو الإسلامي الذي حدث في سنة 1337، وفي أقل من قرن أصبحت هذه الإمبراطورية أقوى دولة بالهند.
وهكذا كانت هناك قوتان بالهند إحداها إسلامية والأخرى هندوسية عند قدوم البرتغاليين تتصارعان من أجل البقاء، جمع إحداها (الهندوسية) بالبرتغاليين نزعة القتال الصليبي ضد المسلمين، فكما كان الإسلام يمثل إشكالية عقائدية للبرتغاليين في شبه جزيرة ايبريا كان كذلك يمثل نفس الإشكالية، وجود سلطنات بهمينية إسلامية على حدود دولة الفيجاياناجار (*) الهندوسية. بشكل أمدها بدافع قوى لحماية العقلية والثقافة الهندوسية بجنوب الهند، وإظهار الاستقلال القوي ضد الدول الإسلامية.

## تحالف البرتغاليين والهندوس
وهكذا أوجدت الصدفة للبرتغاليين بالهند شريكاً، كان الإسلام يمثل لهما العدو المشترك. وهذا كان له أهميته الواضحة في ترسيخ قدم البرتغال في جوا.
وفي ظل هذه الأوضاع لم يكن منتظراً أن تكون هناك ردود أفعال ايجابية من جانب المجتمع الهندي، ضد البرتغاليين، بل كانت هناك ظاهرة بارزة، تمثلت في موقف الصداقة العام والتسامح حيال هؤلاء الغزاة الجدد، بمختلف البلاطات الهندوسية في الجنوب باستثناء قاليقوط.
فأقامت الفيجاياناجار مع البرتغاليين علاقات مودة في جوا، وسمحت لهم بممارسة نشاطاتهم التجارية داخل ممتلكاتها الفسيحة الأرجاء. كذلك كان للبرتغاليين نفس العلاقات المشوبة بالود مع حكام كوتشين، حيث أقاموا هناك أولى مؤسساتهم. وإلى جانب ذلك مارسوا نشاطهم التجاري بتوسع وبدون أية منازعات سياسية، مع الحكام الصغار على طول الساحل، وعلى كل حال.
حالة قاليقوط كانت حالة خاصة، فهي إقليم حبته الطبيعة موقع جغرافى متميز، هذا فضلاً عن استفادته من الرياح الموسمية التي تساعد على تحرك السفن المحملة بالبضائع من السواحل الهندية حتى البحر الأحمر وبالعكس. ولذلك أصبح لهذا الإقليم باع طويل في تجارة الافاوية، التي كانت قاليقوط أحد مراكزها الأساسية.
إذا هناك مصالح اقتصادية كان يتمتع بها السامريون، طالما بقيت الأوضاع على ماهى عليه، لكن إذا ما طرأت على هذه الأوضاع اية متغيرات، فإن هذه المصالح الاقتصادية ستتعرض للمخاطر. ولذا كان السامريون أول من تصدى للبرتغاليين، لإدراكهم مدى خطورة الوجود البرتغالى بالسواحل الهندية على مصالحهم التجارية. ومن ثم دام الصراع بين الطرفين قرابة قرن من الزمان. والذي امتد فيه القتال البحرى من جوا إلى كوتشين حتى تم عقد معاهده بينهما في سنة 1599.
أما باقى الهنود، فلم يكن يضيرهم النشاط البرتغالى في شيء (باستثناء المسلمين الذين احتلوا مراكز متقدمة في التجارة الهندية) فيتساوى عندهم وجود العرب أو البرتغاليين، فهم يبيعون لهذا أو لذاك، لكنهم مالوا أكثر إلى البرتغاليين، لإمكانياتهم ترويج تجارة السلاح بين الهنود، وهذا ما لم يكن متوفراً لدى التجار العرب.
وبذلك كانت الظروف سانحة أمام البرتغاليين لتكوين إمبراطورية على حساب الأنظمة التي كانت (في معظمها) تعيش أزمة بالهند، ومناطق الجزر، غير أن الإمبراطورية التي عكفت على تكوينها البرتغال هناك، كانت إمبراطورية ساحلية قامت أساساً على تأسيس مراكز تجارية وحصون بالدرجة الأولى، لحماية النشاط التجارى، ولم تحاول أن تجعل من هذا استعماراً استيطانياً، وقد يكون ذلك راجعاً إلى وجود حضارات في هذه المناطق تعجز البرتغال عن مناظرتها هذا من ناحية، ومن ناحية أخرى لعدم استمتاعها بطاقات بشرية تمكنها من الاحتفاظ بهذه الإمبراطورية.

## نجاعة الحملات البرتغالية على آسيا
وإذا كان البرتغاليون قد أقاموا إمبراطورية ساحلية بهدف احتكار التجارة الشرقية، وبالذات التوابل، لتلبية الطلب المتزايد عليه في أوروبا، فالملاحظ أن البرتغاليين نجحوا في تحقيق هذا الهدف إلى حد ما، فقد صاروا لسنين عديدة موردين للتوابل لأوربا، لكن جهودهم في السيطرة على التجارة لم تستمر، على الرغم من وسائل القهر والعنف التي استخدمت ضد التجار الآسيويين وسفنهم، حيث ظل جزءاً كبيراً من السلع الآسيوية ينقل على يد التجار الآسيويين على طرق النقل التقليدية، حتى ذهب أحد الباحثين إلى أن عدد السفن البرتغالية العاملة في سواحل الهند لم يتجاوز في أية فترة من الفترات سدس السفن الآسيوية العاملة في تلك السواحل، وعلاوة على ذلك كانت السفن البرتغالية العائدة إلى أوروبا من آسيا عن طريق رأس الرجاء الصالح بعد عام 1580 أقل من تلك السفن التي عبرت ذات الطريق من آسيا إلى أوروبا في أوائل القرن.
وإذا كان الاستهلاك الأوربى للسلع الآسيوية قد اٍزداد، فإن هذه الزيادة لم يستفد منها البرتغاليون، وكذلك سفنهم بالشكل المطلوب.
إضافة إلى ذلك فاٍن البرتغاليين في خلال مائة عام من التجارة مع آسيا، لم يستطيعوا أن يغيروا أنماط (نوعيات) التجارة الآسيوأوربية، بمعنى أنهم عجزوا عن تقديم أي سلع آسيوية إلى السوق الأوربية غير تلك التي عرفها الأوربيون من قبل، وعلى الجانب الآخر فشلوا في إيجاد مكان للسلع الأوربية بالأسواق الآسيوية. وبذلك لم يكن الاستعمار البرتغالى لآسيا يمثل من الناحية السياسية والاقتصادية الاستعمار الحديث.

## الهوامش
1. ↑  السعدون، خالد (2012)

## اقرأ أيضا
- الإمبراطورية البرتغالية
- استعمار أوروبي
- الغزو البرتغالي للخليج العربي
- ألفونسو دي ألبوكيرك
- فاسكو دا غاما